# Comité Olímpico Palestino
El Comité Olímpico Palestino (en árabe: اللجنة الأولمبية الفلسطينية) es la institución encargada de regir la participación del Estado de Palestina en los juegos olímpicos y las distintas competiciones dentro y fuera del continente asiático. Es miembro de los Comités Olímpicos Nacionales de Asia desde 1986 y del Comité Olímpico Internacional desde 1995.

## Historia
Según Nabil Mabrouk, presidente de la Federación Palestina de Atletismo, el Comité Olímpico Palestina fue fundado por primera vez en 1969.
El Comité Olímpico Palestina fue aceptada en el Consejo Olímpico de Asia como miembro provisional en 1986. La decisión fue rechazada por Israel, que se negó a pertenecer a la misma comisión en 1982. La decisión permitió el Comité Olímpico de Palestina a participar en los Juegos de Asia. Yasser Arafat, el líder de la Organización para la Liberación de Palestina, fue también jefe del Comité Olímpico de Palestina en sus primeros días.
La Autoridad Palestina estuvo representada por primera vez en los Juegos Olímpicos en Atlanta 1996.
Akram Zaher, gerente de Relaciones Internacionales del Comité Olímpico de Palestina, también se desempeñó como miembro del Consejo y el presidente del Comité de Medio Ambiente y Deportes de la Federación de Juegos de Asia occidental. Falleció en una explosión en un campo de refugiados palestinos en el Líbano el 24 de marzo de 2009.
Jibril Rajoub se desempeñó como presidente del Comité Olímpico de Palestina y como presidente de la Asociación de Fútbol de Palestina antes de ser elegido miembro del Comité Central de Fatah en agosto de 2009. Rajoub también había servido como oficial de seguridad de Yasser Arafat y pasó un tiempo en una prisión israelí por atacar vehículos militares israelíes. En una carta al COI el 27 de julio de 2012, Rajoub alabó a su decisión de no homenajear a los 11 atletas israelíes asesinados en Munich 1972.
Samar Araj Mousa es un miembro del Comité Olímpico de Palestina y también se desempeña como Director de Atletismo en la Universidad de Belén, gerente del equipo de fútbol femenino de Palestina, y secretario general de la Asociación de Tenis palestina.